# Synagoga w Wołominie
Synagoga w Wołominie – synagoga została wybudowana na początku XX wieku. Była to budowla całkowicie drewniana. Synagoga stała na działce Gminy Wyznaniowej Żydowskiej w Wołominie przy dawnej ulicy Leszno (Leszne) / ulicy 11 Listopada (obecnie jest to ulica Moniuszki). W czasie okupacji synagoga została spalona przez nazistów 4 października 1939 roku. Ruiny synagogi rozebrano 19 lutego 1940 roku.